# Bruce-Teleskop

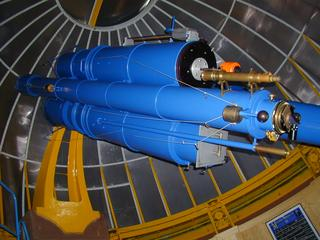
Großer Doppelastrograf (Bruce-Teleskop) der Landessternwarte Heidelberg-Königstuhl; Blick steil in die Kuppel

Das Bruce-Teleskop ist ein spezieller, lichtstarker Doppelastrograf der Landessternwarte Heidelberg-Königstuhl (Baden-Württemberg), den die amerikanische Philanthropin Catherine Wolfe Bruce (1816–1900) um 1895 auf Ersuchen von Max Wolf der Sternwarte finanzierte. Ein zweites, noch größeres Instrument widmete Bruce 1900 dem Yerkes-Observatorium in den USA.
Als im letzten Viertel des 19. Jahrhunderts die wissenschaftliche Astrofotografie auch schwache Himmelsobjekte aufnehmen konnte, hatte Wolf 1890 erstmals ein solches fotografisches Doppelteleskop für seine Privatsternwarte entwickelt. Er begann damit, die visuell schwer zu beobachtenden Staubnebel der Milchstraße mit sehr langen Belichtungszeiten zu fotografieren. Mit dem Bruce-Teleskop gelangen ihm schon wenige Jahre später bahnbrechende Entdeckungen über die Struktur der Milchstraße und von zahlreichen bis dahin noch unbekannten Hell- und Dunkelnebeln.
Die beiden an einem langbrennweitigen Leitfernrohr montierten Kameras (siehe Bild) haben 40 cm Öffnung und 2 Meter Brennweite – beides für damals ungewohnte Dimensionen. Alle drei Instrumente werden durch eine gemeinsame äquatoriale Montierung der täglichen Drehung des Sternhimmels mit hoher Präzision nachgeführt. Der Vorteil doppelter Fototeleskope ist ein dreifacher: einerseits werden die lang zu belichtenden Himmelsaufnahmen beschleunigt, anderseits ist die gleichzeitige Aufnahme in verschiedenen Farbbereichen möglich. Überdies können durch den Vergleich der Fotoplatten im sogenannten Blinkkomparator fehlerhafte Schwärzungen in der Filmemulsion erkannt werden.
Ein mit 61 cm Apertur noch größeres Instrument dieser Bauart finanzierte Bruce der Yerkes-Sternwarte in den USA. Es hat ebenfalls – insbesondere durch die Arbeiten Edward Emerson Barnards – viel zur Forschung in der Galaktischen Astronomie beigetragen. Zu Vorstudien für dieses Teleskop kam Barnard 1899/1900 nach Heidelberg. 
Solche Doppelastrografen wie die beiden Bruce-Teleskope waren bis etwa 1980 weit verbreitet, verloren aber dann durch die kürzeren Belichtungszeiten von CCD-Sensoren und die ersten 
erfolgreichen Weltraumteleskope an Bedeutung.